# 클라스 스힐더르

클라스 스킬더

클라스 스힐더르 (Klass Schilder, 1890 – 1952) 혹은 끌라스 스힐더(스킬더)는 1890년 12월 19일에 네덜란드의 캄펜에서 태어났다. 그는 캄펜 신학교에서 공부하고 1933년 엘랑갠 대학(Erlangen University)에 박사학위를 받았다. 화란의 신 칼빈주의 신학자요 화란 개혁교회(Dutch Gereformeerde Kerken in Nederland or GKN)의 신학교수로서 기독교 문화에 많은 영향을 주었다. 특별히 아브라함 카이퍼의 일반 은총론을 비판하고 문화명령의 관점에서 그리스도 중심적인 기독교 문화론을 발전시켰다. 번역서로 그리스도와 문화(Christus en Cultuur)(지평서원)가 2017년에 출판되었다.

## 참고 문헌
- 김재윤, 개혁주의 문화관(SFC, 2015)
- 클라스 스킬더, 그리스도와 문화(지평서원, 2017)

## 저작
- Christ in his Suffering Translated by Henry Zylstra (Eerdmans 1938)
- Christ on Trial Translated by Henry Zylstra.(Eerdmans 1939)
- Christ Crucified Translated by Henry Zylstra.(Eerdmans 1940)
- Heaven, What is it? Abridged and translated by Marian M. Schoolland (Eerdmans 1950)
- Christ and Culture Translated by G. van Rongen and W. Helder (Premier 1977)
- Christ and Culture Foreword by Richard Mouw. Annotated by Jochem Douma. Translated by W. Helder and A. Oosterhoff (Lucerna 2015).

## 외국원서
- J.J.C. Dee, K. Schilder: zijn leven en werk (Goes: Oosterbaan & Le Cointre 1990)
- Jump up ^ http://www.dbnl.org/auteurs/auteur.php?id=schi008
- Jump up ^ R.H. Bremmer, "Klaas Schilder" in: Biografisch Lexicon voor de geschiedenis van het Nederlands Protestantisme (Kampen: Kok, 1978),p. 314-318

## 같이 보기
- 아브라함 카이퍼
- 언약신학
- 헤르만 바빙크
- 헤르만 혹세마
- 베르까워어
- 루이스 벌코프
- 기독교 문화